# El placer de matar
El placer de matar (conocida en Brasil como O Prazer de Matar) es una película de thriller y crimen de 1988, dirigida por Félix Rotaeta, que a su vez la escribió (basada en su novela) junto a Angel Facio, Mario Gas y Domingo Sánchez, protagonizada por Antonio Banderas, Mathieu Carrière y Victoria Abril, entre otros. 
El filme fue realizado por Errota y Laurenfilm,  se estrenó el 7 de septiembre de 1988.

## Sinopsis
Un profesor de matemáticas de clase social alta y un traficante de drogas de baja categoría, se conocen de manera imprevista y se dan cuenta de que el placer de matar es un interés que comparten.